# 東京ITプログラミング&会計専門学校
東京ITプログラミング&会計専門学校（とうきょうアイティープログラミングアンドかいけいせんもんがっこう）は、会計士や税理士、情報処理試験、コンピュータ、ビジネスの専門学校である。設置者は学校法人立志舎。
2008年度の公認会計士試験において34名が合格した。2008年度の税理士試験でも、7年連続全5科目現役合格者を輩出した。（大学生の全5科目現役合格者は0名）2001年以前は東京会計専門学校であった。過去にはFP試験に対応した金融・証券学科なども存在しており、専門学校ながら証券会社等の大手金融機関への就職も顕著である。

## 沿革
- 1978年4月1日 - 東京会計専門学校設置認可
- 1979年4月1日 - 東京会計専門学校開校
- 1996年10月4日 - 東京会計杉並専門学校設置認可
- 1997年
  - 4月1日 - 東京会計杉並専門学校開校。東京IT会計専門学校名古屋校設置認可・開校
  - 12月22日 - 東京会計専門学校仙台校設置認可
- 1998年4月1日 - 東京会計専門学校仙台校開校
- 2001年4月1日 - 東京会計専門学校を東京アイティー・会計専門学校（仙台校、名古屋校）へ校名変更。東京会計杉並専門学校を専門学校東京IT・会計21へ校名変更
- 2004年4月1日 - 東京IT会計専門学校（仙台校、名古屋校）へ校名変更
- 2005年4月1日 - 専門学校東京IT・会計21を専門学校東京IT会計21へ校名変更
- 2012年4月1日 - 専門学校東京IT会計21を東京IT会計専門学校杉並校へ校名変更
- 2021年4月1日 - 東京IT会計専門学校（仙台校、杉並校、名古屋校）を東京ITプログラミング＆会計専門学校（仙台校、杉並校、名古屋校）へ校名変更

## キャンパス
- 東京ITプログラミング＆会計専門学校（本校。「錦糸町校」とも言われるが、正式には「○○校」とは付かない）（東京都墨田区）
- 仙台校（宮城県仙台市青葉区）
- 杉並校（東京都杉並区）
- 名古屋校（愛知県名古屋市中村区）